# Buddismo a Taiwan

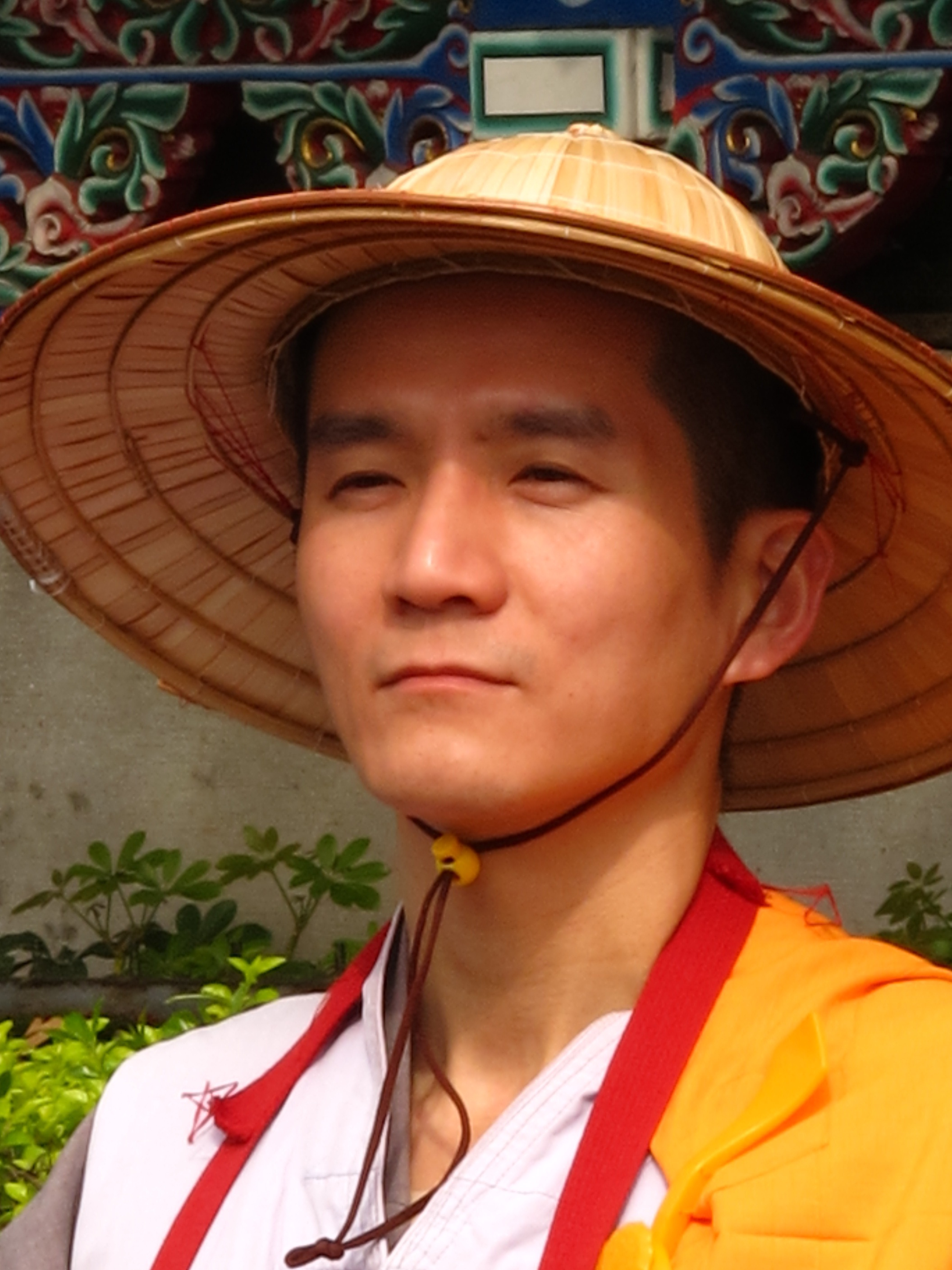
Monaco buddhista taiwanese con le vesti tradizionali e un cappello di bambù

Il buddismo è una delle religioni principali a Taiwan. Più del 90% della popolazione pratica la religione tradizionale cinese che integra elementi del taoismo e del buddismo Mahāyāna, principi del confucianesimo e pratiche locali. Sia i religiosi buddhisti che quelli taoisti ricoprono ruoli importanti in occasioni speciali come la nascita di un bambino o i riti funebri. Un numero minore di taiwanesi rivendica in particolare gli insegnamenti e le istituzioni del buddismo cinese, senza necessariamente escludere pratiche proprie di altre religioni. Circa il 35% della popolazione è buddhista.
Le statistiche del governo taiwanese distinguono il buddismo dal taoismo, attribuendo un numero di fedeli quasi uguale per entrambi. I dati raccolti con il censimento del 2005 riportano 8 milioni di buddhisti e 7,6 milioni di taoisti su una popolazione totale di 23 milioni. Molti dei taiwanesi che si dichiarano taoisti in realtà osservano pratiche più sincretistiche associate alla religione tradizionale cinese che è basata sul buddismo. Coloro che si dichiarano buddhisti possono aderire anche a culti più localizzati come l'Ikuantao, che pone una certa enfasi anche su figure tipiche del buddismo come Avalokiteśvara o Maitreya e abbraccia il vegetarianismo. 
Alcuni tratti distintivi del buddismo taiwanese sono l'enfasi sulla pratica del vegetarianismo, l'influenza del buddismo umanistico e la preminenza di grandi organizzazioni centralizzate. I quattro maestri che fondarono altrettante istituzioni particolarmente influenti sono comunemente definiti "i quattro re celesti del buddismo taiwanese", uno per ogni punto cardinale, con le rispettive istituzioni definite "quattro grandi montagne". Esse sono:
- Nord (Jinshan): maestro Sheng-yen del monte Dharma Drum
- Sud (Dashu): maestro Hsing Yun di Fo Guang Shan
- Est (Hualien): maestro Cheng Yen della fondazione Tzu Chi
- Ovest (Nantou): maestro Wei Chueh di Chung Tai Shan

In seguito alla guerra civile cinese il buddismo conobbe una rapida crescita a Taiwan, crescita che viene attribuita al miracolo economico taiwanese postbellico e a diverse grandi organizzazioni buddhiste che promuovevano valori moderni come l'uguaglianza, la libertà e la ragione, attrattivi per la crescente classe media del paese. Le istituzioni buddhiste taiwanesi sono note per il loro coinvolgimento nella società laica, che comprende numerosi beni e servizi come scuole, ospedali e soccorsi in caso di catastrofe.

## Storia

### Primi anni
Il buddismo si diffuse a Taiwan durante il periodo coloniale olandese da parte di coloni cinesi provenienti dalle province del Fujian e del Guangdong. Gli olandesi, che controllarono Taiwan 1624 al 1663, scoraggiavano il buddismo poiché l'idolatria era punibile con la fustigazione in pubblico secondo la legge olandese dell'epoca. Nel 1662, Koxinga cacciò gli olandesi da Taiwan e suo figlio Zheng Jing fece costruire il primo tempio buddhista sull'isola. A quel tempo la pratica del buddismo non era diffusa e i monaci officiavano solo riti funebri e commemorativi.
Quando la dinastia Qing prese il controllo di Taiwan nel 1683 un gran numero di monaci vi si trasferì dalle province del Fujian e del Guangdong per costruire templi, in particolar modo in onore di Avalokiteśvara, e molte sette buddhiste prosperarono. Il buddismo monastico tuttavia non sopravvisse fino all'800.

### Periodo giapponese
Durante l'occupazione giapponese di Taiwan durata dal 1895 al 1945 molte scuole del buddismo giapponese giunsero sull'isola per diffondere i loro insegnamenti; tra esse vi furono Kegon, Tendai, Shingon, Rinzai-shū, Sōtō-shū, Jōdo shū, Jōdo Shinshū e il buddismo Nichiren. Nello stesso periodo, molti templi taiwanesi si affiliarono ad uno dei tre templi centrali:
- Nord (Keelung): tempio di Yueh-mei, fondato dal maestro Shan-hui
- Centro (Miaoli): tempio di Fa-yun, fondato dal maestro Chueh-li
- Sud (Tainan): tempio di Kai-yuan, anch'esso fondato da Chueh-li

In quanto colonia giapponese Taiwan cadde sotto l'influenza del buddismo giapponese. Molti templi subirono pressioni affinché si affiliassero alle scuole giapponesi, inclusi molti di quelli le cui posizioni sul rispetto del buddismo o del taoismo non erano chiare. L'enfasi sulla religione popolare cinese era considerata una forma di protesta contro la dominazione giapponese. Furono fatti dei tentativi di introdurre il matrimonio per i sacerdoti come in Giappone ma senza successo, mentre l'attenzione per il vegetarianismo e per il celibato sacerdotale divenne un altro mezzo di protesta anti-nipponica. 

### Seconda guerra mondiale
Con la sconfitta del Giappone alla fine della Seconda guerra mondiale, Taiwan cadde sotto il controllo del governo di Chiang Kai-shek, con conseguenti pressioni politiche contrarie. Nel 1949 un certo numero di monaci dal continente fuggì a Taiwan al fianco delle truppe di Chiang, ricevendo un trattamento preferenziale da parte del nuovo regime. In questo periodo le istituzioni buddhiste caddero sotto l'autorità dell'Associazione Buddhista della Repubblica di Cina, controllata dal governo. Fondata nel 1947 a Nanjing, era guidata da monaci del continente. La sua autorità iniziò a diminuire negli anni '60, quando le organizzazioni buddhiste indipendenti cominciarono ad essere permesse, e soprattutto dopo l'abolizione della legge marziale a Taiwan nel 1987.

### Periodo postbellico

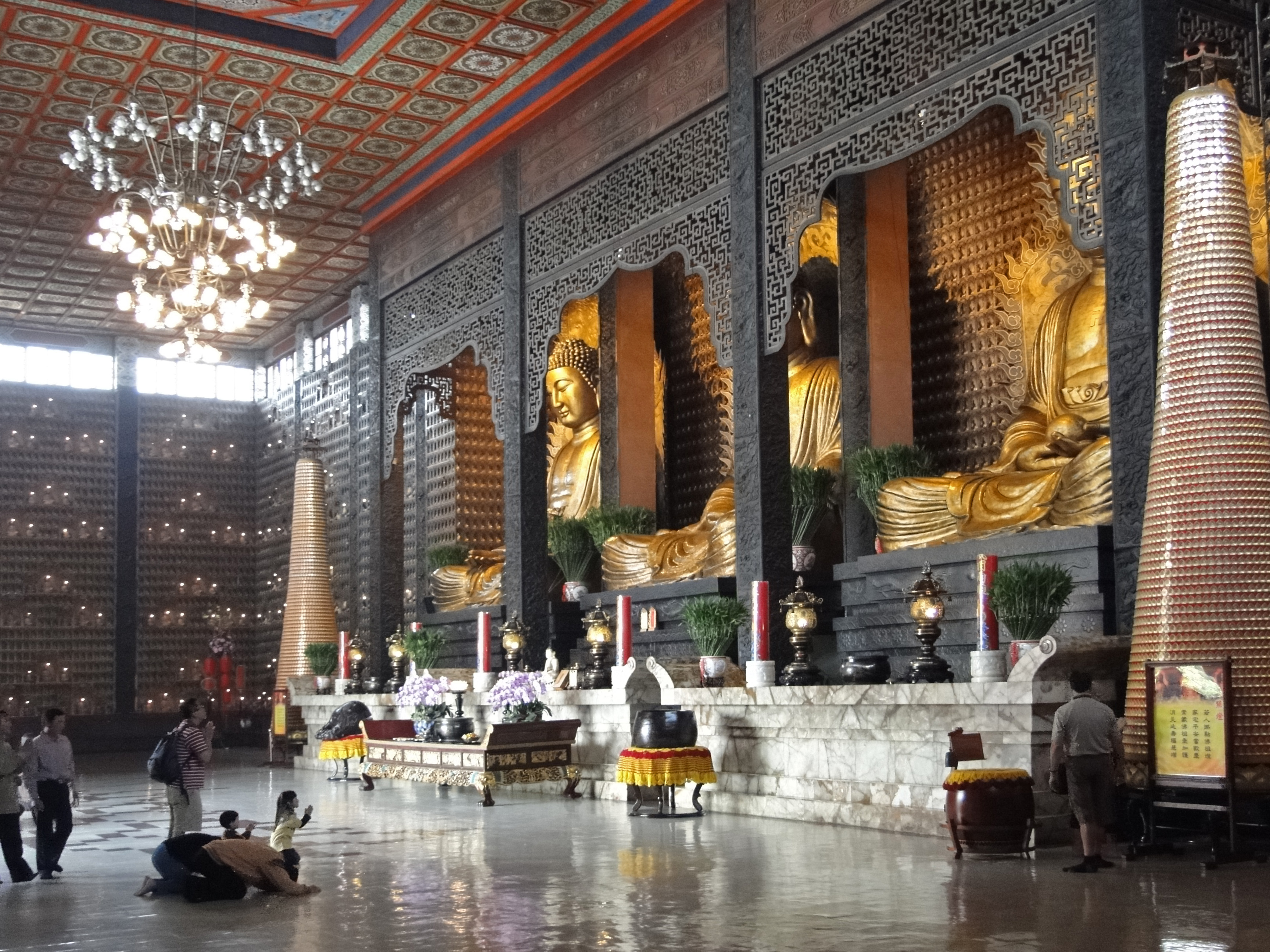
Santuario principale del monastero di Fo Guang Shan, vicino a Kaohsiung

Il buddismo a Taiwan conobbe una rapida crescita dopo la guerra, attribuita all'immigrazione di diversi insegnanti dalla Cina comunista dopo la sconfitta dei nazionalisti nella guerra civile cinese e allo sviluppo del buddismo umanistico, che promuove una relazione diretta tra le comunità buddhiste e il resto della società. Noto anche come "buddismo socialmente impegnato", si concentra sul miglioramento della società tramite la partecipazione in ambiti come la conservazione dell'ambiente ed è il principale tratto distintivo del moderno buddismo taiwanese.
Il buddismo umanistico ha origine con il monaco cinese Taixu (1890-1947), che intendeva riformare la continua attenzione ai rituali e alle cerimonie. Egli promosse contributi più diretti alla società tramite la comunità buddhista e influenzò significativamente il maestro Ying Shun, che è generalmente considerato la figura che portò il buddismo umanistico a Taiwan.
Queste due figure esercitarono le maggiori influenze sui maestri che diedero forma al moderno buddismo taiwanese.
Una delle prime reti private di centri buddhisti fu quella di Hsing Yun, che era stato ispirato direttamente da Taixu. Hsing Yun raggiunse la popolarità inizialmente tramite le trasmissioni radiofoniche negli anni '50, poi con la pubblicazione di materiale audio su dischi fonografici, fino alla fondazione del monastero Fo Guang Shan nel 1967. Un'altra figura principale fu il maestro Cheng Yen, discepolo di Ying Shun, che fondò l'organizzazione Tzu Chi, una delle più grandi di Taiwan.
Negli anni '80 i leader buddhisti esercitarono pressioni sul Ministero dell'educazione per ottenere politiche meno stringenti in modo da poter fondare un'università buddhista. Il risultato finale fu che negli anni '90, in concomitanza con i contributi resi possibili dal miracolo economico taiwanese, nacquero diverse scuole di questo tipo, ciascuna associata ad un diverso leader buddhista. Tra queste vi erano le università Tzu Chi, Hsuan-Chuang, Huafan, Fo Guang, Nanhua, e il college buddhista Dharma Drum. I regolamenti ministeriali proibiscono ai college e alle università riconosciute di richiedere credenze o pratiche religiose, e queste istituzioni appaiono quindi poco diverse da altre del loro rango. In una situazione opposta a quella avutasi in passato, il buddismo taiwanese avrebbe successivamente giocato un ruolo importante nella rinascita del buddismo in Cina.

### Sviluppo delle scuole Vajrayana
Negli ultimi decenni il buddismo Vajrayana è cresciuto in popolarità a Taiwan poiché i lama tibetani delle quattro maggiori scuole (Kagyu, Nyingma, Sakya e Gelug), incluso Tenzin Gyatso, hanno visitato l'isola.
La setta giapponese Koyasan, facente parte del buddismo Shingon, mantiene i propri centri e templi a Taiwan, alcuni dei quali sono stati fondati durante il periodo di occupazione giapponese, mentre altri furono fondati nel periodo postbellico per ristabilire un lignaggio esoterico ortodosso, eliminato durante la dinastia Tang.
La Scuola del vero Buddha, fondata alla fine degli anni '80 dal taiwanese Lu Sheng-yen, è una delle sette Vajrayana più note sull'isola, sebbene almeno altre sette organizzazioni buddhiste abbiano accusato il gruppo di basarsi sul culto della personalità.

## Rapida crescita alla fine del XX secolo
Le statistiche fornite dal Ministero dell'interno mostrano che la popolazione buddhista di Taiwan ha subito un aumento del 600%, passando dagli 800000 fedeli nel 1983 a 4,9 milioni nel 1995, a fronte di una crescita della popolazione di circa il 12% nello stesso periodo. Nello stesso lasso di tempo il numero dei templi buddhisti registrati è aumentato da 1157 a 4020 e il numero di monaci è aumentato dai 3470 del 1983 a 9300.
Gli studiosi attribuiscono questa tendenza ad alcuni fattori unici, tra cui l'attività di vari insegnanti carismatici e la migrazione di devoti laici in fuga dalle persecuzioni religiose avvenute in Cina. Inoltre, diversi funzionari del governo di Chiang Kai-Shek erano dei devoti che supportarono i leader buddhisti in fuga una volta giunti a Taiwan. Altri fattori includono una generale ricerca di un'identità tra i cittadini di Taiwan, l'aumento dell'urbanizzazione e un senso di isolamento in una società sempre più impersonale.
L'ascesa del buddismo risale alla fine degli anni '80 quando il governo taiwanese divenne più liberale. Oltre alle influenze sulla società vi sono stati anche numerosi sviluppi nella comunità buddhista. La modernizzazione di Taiwan coincise con l'ascesa del buddismo umanistico. La crescita del buddismo a Taiwan fu guidata da alcune organizzazioni che si stavano sviluppando durante tale periodo guidate da vari maestri che avevano un approccio socialmente impegnato in accordo con la filosofia del buddismo umanistico. Mentre i gruppi buddhisti diventavano più coinvolti nella vita quotidiana della popolazione vi fu una spinta generale per rendere gli insegnamenti buddhisti più rilevanti e applicabili ai problemi moderni come la protezione dell'ambiente, i diritti umani e la gestione dello stress. Questi sviluppi aiutarono a creare un'immagine del buddismo visto come qualcosa di molto importante nel mondo moderno per la popolazione di Taiwan.
Anche la rapida crescita economica e la prosperità generale hanno rappresentato dei fattori importanti per il buddismo a Taiwan. Quando la popolazione può acquistare beni che permettono di risparmiare tempo come automobili ed elettrodomestici è possibile dedicare più tempo ad attività in grado di fornire un significato o un obiettivo alla vita. È stato ipotizzato che questo fosse il caso di Taiwan, dove le persone cercano una soddisfazione più profonda oltre l'immediatezza e il materialismo. La prosperità economica ha significato anche un aumento delle donazioni e del volontariato in numerose comunità taiwanesi.
Mentre altri gruppi religiosi come le chiese cristiane ebbero approcci simili e godettero degli stessi benefici sociali durante il periodo della rinascita buddhista, un grande vantaggio del buddismo fu di aver avuto a lungo un ruolo nella storia e nella cultura cinese. I gruppi cristiani erano visti come stranieri e perciò all'epoca il buddismo esercitò un'attrazione molto maggiore sui giovani taiwanesi che cercavano un senso di identità etnica e di soddisfare i bisogni ideologici di un'opinione pubblica più consapevole mentre Taiwan si modernizzava. Inoltre la crescita del buddismo a Taiwan fu guidata da importanti organizzazioni e questo rappresentò un vantaggio rispetto ad altri gruppi religiosi. Organizzazioni come Tzu Chi e Fo Guang Shan erano guidate da capi carismatici come i "quattro re celesti" ed erano di rilevanza tale da poter ottenere raccolte fondi su larga scala ed eventi pubblici, conferendo loro un notevole vantaggio in termini di risorse e pubblicità. In più la maggior parte delle associazioni che portavano avanti la rinascita del buddismo erano note per il loro uso della tecnologia moderna per attrarre le masse e alcune difendevano cause progressiste molto popolari all'epoca.
Importanti finanziamenti e un approccio più liberale alla religione permisero al buddismo e ai culti popolari di prosperare a Taiwan nel dopoguerra, in contrasto con le severe restrizioni che si ebbero in Cina tra il 1949 e il 1978, quando il buddismo era visto come un aspetto della cultura cinese che frenava il progresso della nazione; molti monaci furono costretti a rinunciare alla loro vita monastica e a diventare parte della società. Fu solo a partire dal 1978 che il buddismo poté riaffiorare in Cina. Numerosi studiosi considerano Taiwan il centro del buddismo cinese con molte scuole, templi e santuari fondati in tutta l'isola da importanti leader.